# Codonellidae
Famille
Synonymes
- Calpionellidae pro parte
- Crassicollariidae
- Remaniellidae

Les Codonellidae sont une famille de Ciliés de la classe des Oligotrichea et de l’ordre des Tintinnida.

## Étymologie
Le nom de la famille vient du genre type Codonella, dérivé du grec ancien κωδων / kodon, « cloche, clochette », et du suffixe latin ‑ella, « petite », littéralement « petite cloche », en référence à la forme de la loge de cet organisme.

## Description
Les Codonellidae ont une taille, petite (<80 µm) à moyenne (80 à 200 µm). Ils vivent dans une lorica en forme de flacon, de bol ou de calice, avec une extrémité aborale parfois pointue et fermée. Le collier de la lorica n’est pas clairement distinct, mais s'il est présent, il peut avoir ou non une constriction nucale. La paroi de la lorica est unilaminaire (une seule lame), généralement réticulée et agglomérée.

## Habitat
Les Codonellidae vivent principalement dans des habitats marins. Leurs espèces sont  néritiques (c. à dire vivent dans des eaux peu profondes) ou strictement pélagiques (c. à dire vivent dans la colonne d'eau, au delà de 200 mètres), mais quelques espèces (par exemple, de Codonella ou de Tintinnopsis) sont abondantes dans le plancton des lacs, rivières et étangs d'eau douce.
Ont été décrites aussi bien de nombreuses formes fossiles que des formes actuelles.

## Liste des genres
Selon GBIF (15 juillet 2024) :
- † Amphorellina
- Bacculinella
- Bicornella
- Codonaria Kofoid & Campbell, 1939
- Codonella Haeckel, 1873 genre type
  - Espèce type : Codonella galea Haeckel, 1873
- Poroecus Cleve, 1902
- † Remanellina Tappan & Loeblich, 1968
- Tianella
- † Tintinnopsella
- Tintinnopsis Stein, 1867

Selon Lynn (2010) :
- Amphorellina Colom, 1948 (fossile)
- Bignotella Willems, 1975 (fossile)
- Chitinoidella Doben, 1963 (fossile)
- Claretinella Keij, 1974 (fossile)
- Codonaria Kofoid & Campbell, 1939
- Codonella Haeckel, 1873 (quelques espèces fossiles) genre type
- Coxliellina Colom, 1948 (fossile)
- Crassicollaria Remane, 1962 (fossile)
- Dicloeopella Eicher, 1965 (fossile)
- Durandella Dragastan, 1972 (fossile)
- Lorenziella Knauer & Nagy, 1964 (fossile)
- Parachitinoidella Trejo, 1972 (fossile)
- Poroecus Cleve, 1902
- Praetintinnopsella Borza, 1969 (fossile)
- Pseudarcella Spandel, 1909 (fossile)
- Remanellina Tappan & Loeblich, 1968 (fossile)
- Remaniella Catalano, 1965 (fossile)
- Salpingellina Colom, 1948 (fossile)
- Savroniella Belokrys, 1995 (fossile)
- Spinarcella Keij, 1969 (fossile)
- Spinophenia Szczechura, 1969 (fossile)
- Tintinnopsella Colom, 1948 (fossile)
- Tintinnopsis Stein, 1867 ( quelques espèces fossiles)
- Tytthocorys Tappan & Loeblich, 1968 (fossile)
- Urnulella Szczechura, 1969 [non listé dans Aescht][3]  (fossile)
- Vautrinella Cuvillier & Sacal, 1963 (fossile)
- Yvonniellina Tappan & Loeblich, 1968 (fossile)

Incertae sedis dans la famille des Codonellidae
- Bacculinella Konenkova, 2000 (fossile)
- Biconvexellina Konenkova, 1999 (fossile)
- Bicornella Bugrova, 2003 (fossile)
- Borzaiella Makarieva, 1982 (fossile)
- Borziella Pop, 1987 (fossile)
- Carpathella Pop, 1998 (fossile)
- Cubanites Aescht, 2001 (fossile)
- Cylindriconella Aescht, 2001 (fossile)
- Daciella Pop, 1998 (fossile)
- Dobeniella Pop, 1997 (fossile)
- Foliacella Makarieva, 1979 (fossile)
- Longicollaria Pop, 1997 (fossile)
- Popiella Rehakova, 2002 (fossile)
- Rossielella Aescht, 2001 (fossile)
- Scalpratella Makarieva, 1979 (fossile)
- Tianella Bugrova, 2003 (fossile)

## Systématique
Le nom valide de ce taxon est Codonellidae Kent, 1881.